# Pointe de Toulvern
La pointe du Toulvern est située sur la commune de Baden (Morbihan), à proximité de l'étang de Toulvern.

## Géographie
La pointe du Toulvern fait face à la pointe du Blair située à 550 mètres à l'ouest et à l'île appelée Sept Îles, située à 600 mètres au sud.
Un dolmen en occupe la partie nord.

## Histoire
Sur la pointe sont recensés 3 dolmens. Au nord, le dolmen de Mané-Ven-Guen est inscrit au titre des monuments historiques, tandis qu'au sud les dolmens de la pointe de Toulvern ne bénéficient d'aucune protection.

## Ostréiculture
Au XIXe siècle, tout comme les fonds de la pointe du Blair, les environs de la pointe de Toulvern hébergeaient un banc important d'huîtres plates (Ostrea Edulis Linné). En 1912, les bancs du Blair et du moulin de Baden, en aval de la rivière d'Auray, ont disparu.

## Environnement
La pointe de Toulvern est un bon exemple de la difficulté à concilier la conservation de la qualité environnementale du Golfe du Morbihan avec l'ostréiculture : 
« Érigé sur un site remarquable, en bordure de l'anse de Baden, un bâtiment ostréicole de 700 m2 toujours sans permis de construire : le Conseil d'État a renvoyé l'affaire devant la CAA de Nantes. »